# Mesoleptus infirmus
Mesoleptus infirmus là một loài tò vò trong họ Ichneumonidae.